# Santa Maria del Rosario e San Pietro Chanel
Santa Maria del Rosario e San Pietro Chanel är en kyrkobyggnad i Rom, helgad åt Vår Fru av Rosenkransen och den helige Pierre Chanel. Kyrkan är belägen vid Via Cernaia i Rione Castro Pretorio. Kyrkans tidigare namn var Santa Maria del Rosario di Pompei.

## Historia
År 1870 byggdes vid Via Palestro ett litet oratorium, helgat åt Vår Fru av Rosenkransen av Pompeji. Senare införskaffade Maristfäderna en tomt, vilken omgärdades av Via Cernaia, Via Castelfidardo och Via Goito, för att där uppföra sitt huvudsäte och en kyrka. Maristfäderna är en kongregation grundad av Jean-Claude Colin år 1816. Kyrkan uppfördes åren 1889–1898 efter ritningar av arkitekten Pio Piacentini.
År 2006 stängdes kyrkan efter det att Maristfäderna hade flyttat till Via Alessandro Poerio i sydvästra Rom. Klosterbyggnaden har byggts om till ett hotell, Domus Australia, för i huvudsak australiska pilgrimer och besökare. Även kyrkan restaurerades och konsekrerades på nytt år 2011.

## Exteriören
Kyrkan har en tegelfasad i eklektisk nybarock. Fasadens två våningar har pilastrar, doriska i den nedre och joniska i den övre. Fasaden kröns av ett triangulärt pediment med en högrelief föreställande Vår Fru av Rosenkransen med de heliga Dominikus och Katarina av Siena.

## Interiören
I kyrkans tunnvalv framställs Rosenkransens femton mysterier. I absiden hänger ett krucifix i brons och i halvkupolen framställs Jungfru Maria med de heliga Josef och Pierre Chanel. Gud Fadern är framställd i korbågen, medan den helige Andes duva svävar i absidens topp.
I kyrkan finns även målningar som avbildar personer med särskild betydelse för Australien, Oceanien och Fjärran Östern: Mary MacKillop, Pierre Chanel, François Xavier Nguyên Van Thuân och Bede Polding.